# Републикански път III-8005
Републикански път IIІ-8005 е третокласен път, част от Републиканската пътна мрежа на България, преминаващ изцяло по територията на Пловдивска област. Дължината му е 11,7 km.
Пътят се отклонява наляво при 210,3 km на Републикански път I-8 южно от село Цалапица и се насочва на север през Горнотракийската низина. Минава през центъра на селото, пресича автомагистрала „Тракия“ при нейния 112,3 km и в южната част на град Съединение се свързва с Републикански път III-6062 при неговия 13,8 km.
| Пътища, отклоняващи се надясно (населено място, № на пътя, посока на пътя) | km   | Пътища, отклоняващи се наляво (посока на пътя, № на пътя, населено място) |
| -------------------------------------------------------------------------- | ---- | ------------------------------------------------------------------------- |
| Община Родопи, I-8, 210,3 km ←                                             | 0,0  | ← 210,3 km, I-8, Община Родопи                                            |
| (за 212,6 km на I-8) общински път, с. Цалапица ←                           | 2,7  | с. Цалапица                                                               |
| автомагистрала „Тракия“, 112,3 km ←                                        | 5,0  | ← 112,3 km, автомагистрала „Тракия“                                       |
| Община Съединение                                                          | 7,7  | Община Съединение                                                         |
| (от с. Любен) III-6062, 13,8 km, гр. Съединение →                          | 11,7 | → гр. Съединение, 13,8 km, III-6062 (до с. Пищигово)                      |